# Xanthesma hirsutoscapa
Xanthesma hirsutoscapa är en biart som först beskrevs av Exley 1969.  Xanthesma hirsutoscapa ingår i släktet Xanthesma och familjen korttungebin. Inga underarter finns listade i Catalogue of Life.

## Bildgalleri

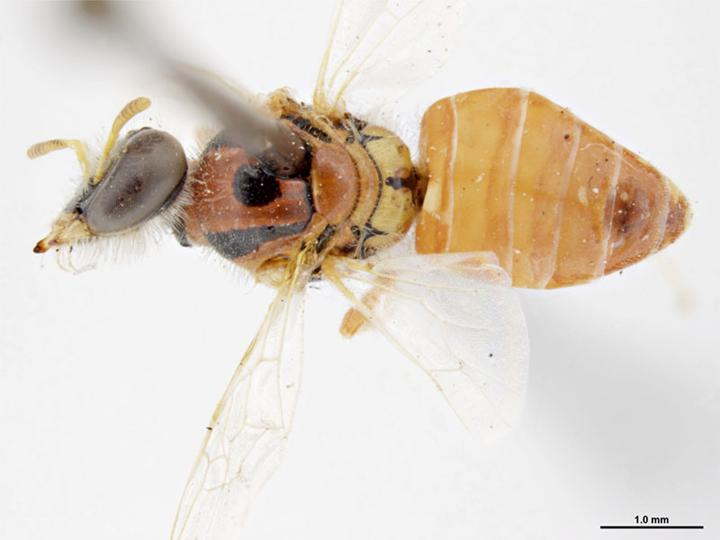